# (73659) 1981 ER16
(73659) 1981 ER16 – planetoida z pasa głównego asteroid okrążająca Słońce w ciągu 3,99 lat w średniej odległości 2,51 j.a. Odkryta 6 marca 1981 roku.